# Italiens MotoGP 2006
Italiens MotoGP 2006 var ett race som kördes den 4 juni på Mugello.

## MotoGP
Valentino Rossi vann racet efter en hård fight i en klunga, som bestod av honom, Loris Capirossi och Nicky Hayden.

### Resultat
| Plats | Förare            | Märke    | Grid | Kvaltid  |
| ----- | ----------------- | -------- | ---- | -------- |
| 1     | Valentino Rossi   | Yamaha   | 3    | 1.49,167 |
| 2     | Loris Capirossi   | Ducati   | 2    | 1.49,058 |
| 3     | Nicky Hayden      | Honda    | 4    | 1.49,212 |
| 4     | Dani Pedrosa      | Honda    | 8    | 1.49,516 |
| 5     | Sete Gibernau     | Ducati   | 1    | 1.48,969 |
| 6     | Marco Melandri    | Honda    | 6    | 1.49,343 |
| 7     | Toni Elías        | Honda    | 12   | 1.50,196 |
| 8     | Kenny Roberts Jr  | KR-Honda | 11   | 1.50,181 |
| 9     | Makoto Tamada     | Honda    | 10   | 1.50,084 |
| 10    | John Hopkins      | Suzuki   | 7    | 1.49,478 |
| 11    | Shinya Nakano     | Kawasaki | 5    | 1.49,328 |
| 12    | Colin Edwards     | Yamaha   | 14   | 1.50,405 |
| 13    | Randy de Puniet   | Kawasaki | 16   | 1.50,597 |
| 14    | Chris Vermeulen   | Suzuki   | 15   | 1.50,430 |
| 15    | Carlos Checa      | Yamaha   | 13   | 1.50,347 |
| 16    | James Ellison     | Yamaha   | 17   | 1.51,866 |
| 17    | José Luis Cardoso | Ducati   | 19   | 1.52,780 |
| 18    | Casey Stoner      | Honda    | 9    | 1.49,915 |
| 19    | Alex Hofmann      | Ducati   | 18   | 1.52,100 |